# 3 brumaire
3 vendémiaire 3 frimaire
Le tridi 3 brumaire, officiellement dénommé jour de la poire, est le 33e jour de l'année du calendrier républicain.
C'était généralement le 24e jour du mois d'octobre dans le calendrier grégorien.